# Clap for the Wolfman
"Clap for the Wolfman" is een nummer van de Canadese band The Guess Who. Het verscheen op hun album Road Food uit 1974. In juni van dat jaar werd het uitgebracht als de tweede en laatste single van het album.

## Achtergrond
"Clap for the Wolfman" is geschreven door zanger Burton Cummings, basgitarist, Bill Wallace en gitarist Kurt Winter en geproduceerd door Jack Richardson. Het lied is een eerbetoon aan de Amerikaanse diskjockey Wolfman Jack, die zelf op de opname een aantal teksten inspreekt. Het werd de laatste top 10-hit van The Guess Who, met een vierde plaats in hun thuisland Canada en een zesde plaats in de Amerikaanse Billboard Hot 100 als grootste successen. In Nederland piekte de single op de negende plaats in de Top 40 en de elfde plaats in de Nationale Hitparade, terwijl in Vlaanderen de achttiende positie in een voorloper van de Ultratop 50 werd gehaald.

## Hitnoteringen

### Nederlandse Top 40
| Hitnotering: 07-09-1974 t/m 26-10-1974 | Hitnotering: 07-09-1974 t/m 26-10-1974 | Hitnotering: 07-09-1974 t/m 26-10-1974 | Hitnotering: 07-09-1974 t/m 26-10-1974 | Hitnotering: 07-09-1974 t/m 26-10-1974 | Hitnotering: 07-09-1974 t/m 26-10-1974 | Hitnotering: 07-09-1974 t/m 26-10-1974 | Hitnotering: 07-09-1974 t/m 26-10-1974 | Hitnotering: 07-09-1974 t/m 26-10-1974 | Hitnotering: 07-09-1974 t/m 26-10-1974 |
| Week                                   | 1                                      | 2                                      | 3                                      | 4                                      | 5                                      | 6                                      | 7                                      | 8                                      |                                        |
| -------------------------------------- | -------------------------------------- | -------------------------------------- | -------------------------------------- | -------------------------------------- | -------------------------------------- | -------------------------------------- | -------------------------------------- | -------------------------------------- | -------------------------------------- |
| Nummer                                 | 32                                     | 25                                     | 16                                     | 12                                     | 9                                      | 11                                     | 19                                     | 36                                     | uit                                    |

### Nationale Hitparade
| Hitnotering: 31-08-1974 t/m 19-10-1974 | Hitnotering: 31-08-1974 t/m 19-10-1974 | Hitnotering: 31-08-1974 t/m 19-10-1974 | Hitnotering: 31-08-1974 t/m 19-10-1974 | Hitnotering: 31-08-1974 t/m 19-10-1974 | Hitnotering: 31-08-1974 t/m 19-10-1974 | Hitnotering: 31-08-1974 t/m 19-10-1974 | Hitnotering: 31-08-1974 t/m 19-10-1974 | Hitnotering: 31-08-1974 t/m 19-10-1974 | Hitnotering: 31-08-1974 t/m 19-10-1974 |
| Week                                   | 1                                      | 2                                      | 3                                      | 4                                      | 5                                      | 6                                      | 7                                      | 8                                      |                                        |
| -------------------------------------- | -------------------------------------- | -------------------------------------- | -------------------------------------- | -------------------------------------- | -------------------------------------- | -------------------------------------- | -------------------------------------- | -------------------------------------- | -------------------------------------- |
| Nummer                                 | 28                                     | 26                                     | 17                                     | 14                                     | 11                                     | 11                                     | 15                                     | 24                                     | uit                                    |

### NPO Radio 2 Top 2000
| Nummer met noteringen in de NPO Radio 2 Top 2000 | '99  | '00  | '01 | '02 |
| ------------------------------------------------ | ---- | ---- | --- | --- |
| Clap for the Wolfman                             | 1907 | 1762 | -   | 502 |

1. ↑  Een '-' betekent dat het nummer niet was genoteerd en een vetgedrukt getal geeft de hoogste notering aan.
2. ↑  Deze tabel is bijgewerkt tot en met de laatste editie (2024).